# Сувкі (Вармінсько-Мазурське воєводство)
Сувкі (пол. Sówki, нім. Schönfeld) — село в Польщі, у гміні Лельково Браневського повіту Вармінсько-Мазурського воєводства.
Населення — 44 особи (2011).
У 1975-1998 роках село належало до Ельблонзького воєводства.

## Демографія
Демографічна структура станом на 31 березня 2011 року:
|          | Загалом | Допрацездатний вік | Працездатний вік | Постпрацездатний вік |
| -------- | ------- | ------------------ | ---------------- | -------------------- |
| Чоловіки | 19      | 2                  | 16               | 1                    |
| Жінки    | 25      | 3                  | 11               | 11                   |
| Разом    | 44      | 5                  | 27               | 12                   |